# Philip Charles MacKenzie
Philip Charles MacKenzie (* 7. Mai 1946 in Brooklyn, New York City als Philip Charles Harris) ist ein US-amerikanischer Schauspieler und Filmregisseur.

## Leben
MacKenzie ist der Sohn von William Harris, einem Polizisten im Rang eines Captains der NYPD, und Sophia Muller, einer Lehrerin. Er wuchs im New Yorker Viertel Bay Ridge-Fort Hamilton auf und besuchte die Fort Hamilton High School und die SUNY Cortland School of Education. Später machte er seinen Master of Fine Arts in Schauspiel an der Tisch School of the Arts.
Er wurde bekannt durch Besetzungen von Charakteren in einzelnen Episoden verschiedener Fernsehserien in den 1970er bis 1990er Jahren. Von 1984 bis 1989 verkörperte er in der Fernsehserie Unter Brüdern die Rolle des Donald Maltby in insgesamt 115 Episoden. MacKenzie ist auch als Regisseur überwiegend für Fernsehserien tätig. So führte er beispielsweise zwischen 2002 und 2009 bei insgesamt 36 Episoden der Fernsehserie Immer wieder Jim die Regie.
Von 1971 bis 1989 war er mit der Schauspielerin Linda Carlson verheiratet. Seit 1991 ist er mit der Schauspielerin Alison La Placa verheiratet. Die beiden sind Eltern eines Kindes. MacKenzie ist im Besitz einer Fluglizenz und spricht fließend Italienisch.

## Filmografie

### Schauspiel
- 1975: Hundstage (Dog Day Afternoon)
- 1977: Pazifikgeschwader 214 (Baa Baa Black Sheep) (Fernsehserie, Episode 1x21)
- 1978: Die Jeffersons (The Jeffersons) (Fernsehserie, 3 Episoden)
- 1978: Lou Grant (Fernsehserie, Episode 2x09)
- 1979: Sweepstakes (Fernsehserie, Episode 1x05)
- 1979: WKRP in Cincinnati (Fernsehserie, Episode 1x14)
- 1979: Love Boat (Fernsehserie, Episode 2x24)
- 1979: Noch Fragen Arnold? (Diff'rent Strokes) (Fernsehserie, Episode 2x04)
- 1979: Salvage 1 (Fernsehserie, 2 Episoden)
- 1980: Goodtime Girls (Fernsehserie, Episode 1x02)
- 1980: Herzbube mit zwei Damen (Three’s Company) (Fernsehserie, Episode 4x19)
- 1980: Junge Schicksale (ABC Afterschool Specials) (Fernsehserie, Episode 8x05)
- 1980: Characters (Fernsehfilm)
- 1980: I’m a Big Girl Now (Fernsehserie, Episode 1x05)
- 1980: The Six O’Clock Follies (Fernsehserie, 6 Episoden)
- 1981: Bosom Buddies (Fernsehserie, Episode 1x08)
- 1981: Hart aber herzlich (Hart to Hart, Fernsehserie, Folge Der Pelzjäger)
- 1982: Making the Grade (Fernsehserie, 6 Episoden)
- 1982: Cheers (Fernsehserie, Episode 1x05)
- 1982: Remington Steele (Fernsehserie, Episode 1x09)
- 1983: Familienbande (Family Ties) (Fernsehserie, Episode 1x16)
- 1983: Benson (Fernsehserie, Episode 5x06)
- 1983: The Facts of Life (Fernsehserie, Episode 5x08)
- 1983: Operation Osaka (Girls of the White Orchid) (Fernsehfilm)
- 1984: Chefarzt Dr. Westphall (St. Elsewhere) (Fernsehserie, Episode 2x10)
- 1984: Der Strich gehört der Polizei (The Red-Light Sting) (Fernsehfilm)
- 1984–1989: Unter Brüdern (Brothers) (Fernsehserie, 115 Episoden)
- 1986: Newhart (Fernsehserie, Episode 4x18)
- 1986: Blind Justice (Fernsehfilm)
- 1989: Duet (Fernsehserie, Episode 3x19)
- 1989: Wedding Band
- 1989–1990: Open House (Fernsehserie, 24 Episoden)
- 1990: Ein gesegnetes Team (Father Dowling Mysteries) (Fernsehserie, Episode 3x05)
- 1991: Zwischen Couch und Kamera (Going Places) (Fernsehserie, 3 Episoden)
- 1991: Prinzessinnen (Princesses) (Fernsehserie, Episode 1x05)
- 1992: Hearts Are Wild (Fernsehserie)
- 1992: Eine starke Familie (Step by Step) (Fernsehserie, 2 Episoden)
- 1992–1993: The Jackie Thomas Show (Fernsehserie, 3 Episoden)
- 2004: Elvis Has Left the Building
- 2006: Shade (Kurzfilm)
- 2019: Sizzle (Kurzfilm)

### Regie
- 1987–1989: Unter Brüdern (Brothers) (Fernsehserie, 11 Episoden)
- 1990: Open House (Fernsehserie, 2 Episoden)
- 1993–1994: Roseanne (Fernsehserie, 22 Episoden)
- 1994: The 5 Mrs. Buchanans (Fernsehserie, Episode 1x05)
- 1994: Tom (Fernsehserie, 5 Episoden)
- 1994–1995: Madman of the People (Fernsehserie, 7 Episoden)
- 1995–1996: Frasier (Fernsehserie, 21 Episoden)
- 1995–1997: Zwei Singles im Doppelbett (Almost Perfect) (Fernsehserie, 7 Episoden)
- 1997: Zwei in der Tinte (Ink) (Fernsehserie, 3 Episoden)
- 1997: Just Shoot Me – Redaktion durchgeknipst (Just Shoot Me!) (Fernsehserie, 3 Episoden)
- 1997: Temporarily Yours (Fernsehserie, Episode 1x06)
- 1997: Boston College (Fernsehserie, 4 Episoden)
- 1997: George & Leo (Fernsehserie, 3 Episoden)
- 1997: Dharma & Greg (Fernsehserie, 2 Episoden)
- 1997–1999: Susan (Fernsehserie, 10 Episoden)
- 1998: Saras aufregendes Landleben (The Simple Life) (Fernsehserie, 2 Episoden)
- 1998: Living in Captivity (Fernsehserie, Episode 1x01)
- 2000: Attention Shoppers
- 2000: Normal, Ohio (Fernsehserie, 12 Episoden)
- 2001: What’s Up, Dad? (My Wife and Kids) (Fernsehserie, 2 Episoden)
- 2001–2002: Raising Dad – Wer erzieht wen? (Raising Dad) (Fernsehserie, 2 Episoden)
- 2002–2009: Immer wieder Jim (According to Jim) (Fernsehserie, 36 Episoden)
- 2002: George Lopez (Fernsehserie, 3 Episoden)
- 2003: I’m with Her (Fernsehserie, Episode 1x06)
- 2003: Hallo Holly (Fernsehserie, Episode 2x11)
- 2003–2004: Married to the Kellys (Fernsehserie, 2 Episoden)
- 2004: Absolut relativ (It’s All Relative) (Fernsehserie, 2 Episoden)
- 2005: Out of Practice – Doktor, Single sucht … (Out of Practice) (Fernsehserie, Episode 1x11)
- 2009: Sonny Munroe (Sonny with a Chance) (Fernsehserie, Episode 1x04)
- 2019: Sizzle (Kurzfilm)